# 成田良美
成田 良美（なりた よしみ、1973年4月3日 - ）は、日本の女性アニメーション脚本家、小説家、作詞家。愛知県東海市出身、東京都在住。東映アニメーション所属。日本脚本家連盟理事。

## 人物
脚本家集団・ぶらざあのっぽ在籍中の1997年『ドクタースランプ』の第4話「本物マシーン / オリのクマさん」で脚本家デビュー。
「日曜朝の東映アニメ枠」において」、『おジャ魔女どれみ♯』以降継続参加、プリキュアシリーズでも第1作『ふたりはプリキュア』から参加していたが、2016年・2017年は『アイカツスターズ!』の脚本を担当しているために『魔法つかいプリキュア!』『キラキラ☆プリキュアアラモード』には不参加。『HUGっと！プリキュア』に参加後、『スター☆トゥインクルプリキュア』『ヒーリングっど♥プリキュア』『デリシャスパーティ♡プリキュア』には参加せず、『トロピカル〜ジュ！プリキュア』から復帰。プリキュアで担当したシリーズ構成6作、映画脚本8本は共にシリーズ最多記録となっている。

## 主な執筆作品

### テレビアニメ
1997年
- ドクタースランプ
- フォーチュン・クエストL

1998年
- サイレントメビウス

1999年
- ちびまる子ちゃん（2002年まで参加）

2000年
- サクラ大戦TV
- おジャ魔女どれみ♯

2001年
- も〜っと! おジャ魔女どれみ
- 新白雪姫伝説プリーティア

2002年
- おジャ魔女どれみドッカ〜ン!
- デジモンフロンティア

2003年
- 明日のナージャ - 12本執筆
- 冒険遊記プラスターワールド
- 金色のガッシュベル!!

2004年
- ふたりはプリキュア - 脚本（全49話、9本執筆）
- おジャ魔女どれみナ・イ・ショ
- それいけ!ズッコケ三人組
- 冒険王ビィト（シリーズ構成）

2005年
- ふたりはプリキュア Max Heart - 脚本（全47話、7本執筆）
- 冒険王ビィト エクセリオン（シリーズ構成）
- はっぴぃセブン 〜ざ・テレビまんが〜

2006年
- ワンワンセレプー それゆけ!徹之進
- ふたりはプリキュア Splash Star - シリーズ構成・脚本（長津晴子からの引継ぎ、全49話、13本執筆）
- 神様家族
- まもって!ロリポップ

2007年
- Yes!プリキュア5 - シリーズ構成・脚本（全49話、12本執筆）
- ななついろ★ドロップス

2008年
- 墓場鬼太郎（シリーズ構成）
- Yes!プリキュア5GoGo! - シリーズ構成・脚本（全48話、11本執筆）
- ゲゲゲの鬼太郎（第5作）
- ケメコデラックス!（シリーズ構成）

2009年
- フレッシュプリキュア! - 脚本（全50話、8本執筆）
- 夢色パティシエール

2010年
- ハートキャッチプリキュア! - 脚本（全49話、8本執筆）
- ジュエルペット てぃんくる☆
- 夢色パティシエールSP（スペシャル）プロフェッショナル

2011年
- スイートプリキュア♪ - 脚本（全48話、11本執筆）
- リタとナントカ

2012年
- パパのいうことを聞きなさい!
- スマイルプリキュア! - 脚本（全48話、12本執筆）

2013年
- ドキドキ!プリキュア - 脚本（全49話、7本執筆）
- 聖闘士星矢Ω新生聖衣編（シリーズ構成）

2014年
- ハピネスチャージプリキュア! - シリーズ構成・脚本（全49話、15本執筆)

2015年
- Go!プリンセスプリキュア - 脚本（全50話、9本執筆）

2016年
- アイカツスターズ!
- テラフォーマーズ リベンジ
- 双星の陰陽師
- 甘々と稲妻
- クレヨンしんちゃん
- ろんぐらいだぁす!

2017年
- いつだって僕らの恋は10センチだった。 - シリーズ構成

2018年
- HUGっと!プリキュア（全49話、3本執筆）
- アイカツフレンズ!
- 狐狸之声 - シリーズ構成
- 抱かれたい男1位に脅されています。 - シリーズ構成

2019年
- アイカツフレンズ!かがやきのジュエル
- アイカツオンパレード!
- 火ノ丸相撲
- おジャ魔女どれみ ほのぼの劇場

2020年
- のりものまん モービルランドのカークン - シリーズ構成

2021年
- アイ★チュウ - シリーズ構成
- トロピカル〜ジュ!プリキュア(第10、13、20、40話)
- 先輩がうざい後輩の話 - シリーズ構成

2022年
- ヒロインたるもの!〜嫌われヒロインと内緒のお仕事〜 - シリーズ構成
- ダンス・ダンス・ダンスール - シリーズ構成
- 可愛いだけじゃない式守さん - シリーズ構成

2023年
- もののがたり
- キボウノチカラ〜オトナプリキュア'23〜 - シリーズ構成
- ひろがるスカイ!プリキュア

2024年
- わんだふるぷりきゅあ! - シリーズ構成・脚本
- 黄昏アウトフォーカス - シリーズ構成

未発表
- カラオケ行こ! - シリーズ構成
- 夢中さ、きみに。 - シリーズ構成

### 映画
1997年
- たまごっちホントのはなし

1999年
- ドクタースランプ アラレのびっくりバーン

2005年
- 映画 ふたりはプリキュア Max Heart 2 雪空のともだち

2006年
- 映画 ふたりはプリキュア Splash Star チクタク危機一髪!

2007年
- 映画 Yes!プリキュア5 鏡の国のミラクル大冒険!

2008年
- 映画 Yes!プリキュア5GoGo! お菓子の国のハッピーバースディ♪

2009年
- 銀河鉄道999 ダイヤモンドリングの彼方へ

2012年
- 映画 プリキュアオールスターズNewStage みらいのともだち

2013年
- 映画 プリキュアオールスターズNewStage2 こころのともだち

2014年
- 映画 プリキュアオールスターズNewStage3 永遠のともだち
- 映画 ハピネスチャージプリキュア! 人形の国のバレリーナ

2016年
- ずっと前から好きでした。〜告白実行委員会〜
- 好きになるその瞬間を。〜告白実行委員会〜

2020年
- LIP×LIP FILM×LIVE〜この世界の楽しみ方〜

2021年
- 劇場版 抱かれたい男1位に脅されています。〜スペイン編〜
- 映画 トロピカル〜ジュ!プリキュア 雪のプリンセスと奇跡の指輪!

### ゲーム
- 1998年 サクラ大戦2 〜君、死にたもうことなかれ〜（シナリオ制作）

### ドラマCD
- 『デジモンフロンティア オリジナルストーリー 伝えたいこと』（輝二&輝一）
- 『Yes!プリキュア5 ココ&ナッツ』シリーズ

### テレビドラマ
- 2002年 ショムニFINAL
- 2003年 熱烈的中華飯店
- 2009年 トミカヒーロー レスキューファイアー

### 小説
- お嬢様特急2（1998年9月 電撃文庫）- 花田十輝と共著
- 紅 -KURENAI- SETSUNA 1st.（2000年7月 角川ティーンズルビー文庫）
- 鞍馬天狗草子（2003年8月 - 2004年6月 富士見ファンタジア文庫 既刊2巻）
- 小説 プリキュアオールスターズ New Stage みらいのともだち（2012年3月 角川つばさ文庫）
- 白魔女リンと3悪魔（2014年11月 - 2019年12月 小学館ジュニア文庫 全10巻）

- 小説 抱かれたい男1位に脅されています。 深緑の寄宿舎（2022年1月 BBP DX）

### 漫画
- ドクター・スランプ（1997年‐2000年）

### 作詞
- 『明日のナージャ』夜の雨（ラファエルズソング）
- 『明日のナージャ』飛べない天使（ラファエル＆シルヴィズソング）